# الکساندر میزیوک
الکساندر میزیوک (اوکراینی: Олександр Павлович Мизюк؛ زادهٔ ۳۱ مهٔ ۱۹۹۵) بازیکن فوتبال اهل اوکراین است.